# دونالد ترامب والغولف

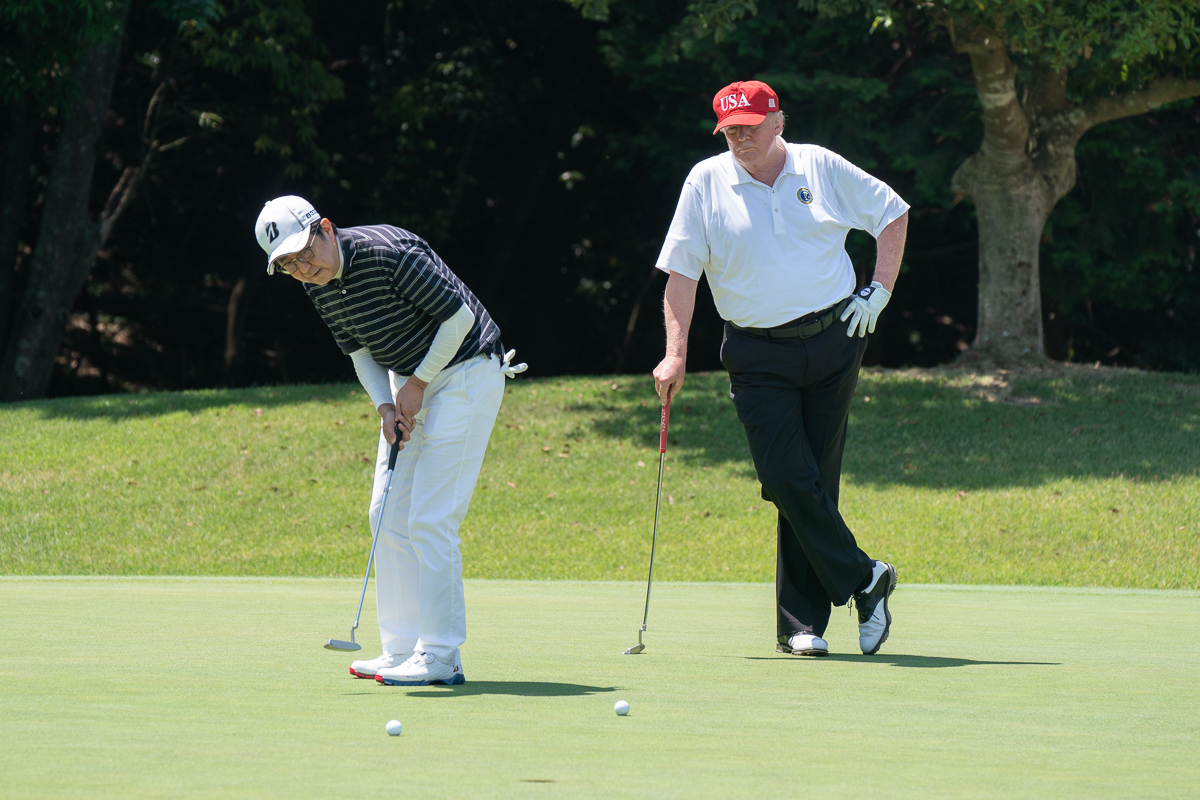
ترمب (في اليمين) وهو يلعب الغولف مع رئيس وزراء اليابان شينزو آبي في عام 2019.

يرتبط دونالد ترمب ارتباطًا وثيقًا برياضة الغولف، إذ بدأ ترمب في الاستحواذ على ملاعب الغولف وبنائها في عام 1999 بصفته مطورًا عقاريًا. وفي 2016 أصبح يمتلك 17 ملعبًا للغولف في جميع أنحاء العالم من خلال شركته القابضة منظمة ترمب. اختيرت الملاعب التي يملكها ترمب لإقامة العديد من فعاليات رابطة لاعبي الغولف المحترفين في أمريكا، ورابطة الغولف المحترفة للسيدات وبطولة لاعبي الغولف المحترفين لعام 2022، وإن أُلغيت إقامة الرابطة بعد هجوم مبنى الكابيتول عام 2021. فعلق المتحدث باسم منظمة ترمب قائلًا «هذا خرق لعقد ملزم وليس لهم الحق في إنهاء الاتفاق».
خالف ترمب الرؤساء السابقين واختار عدم التخلص من ممتلكاته التجارية وملاعب الغولف التي يملكها بعد انتخابه. تسببت مخالفته في انتقادات محامي الأخلاقيات والصحفيين بسبب تضارب المصالح وإن كانت المخالفة قانونية. فرُفع ما لا يقل عن ثلاث دعاوى قضائية (واشنطن العاصمة وميريلاند ضد ترمب، وبلومينثال ضد ترمب، وCREW ضد ترمب) تزعم أن المدفوعات الأجنبية في ملاعب الغولف والفنادق التابعة لترمب تخالف بند المكافآت في دستور الولايات المتحدة. ورُفضت الدعاوى الثلاث لعدم جدواها، ولعدم وجود أساس قانوني.

## الخلفية
يقول لاعب الغولف المحترف جاك نيكولاس أن ترمب «أشد حبًا لرياضة الغولف من حبه للمال». ووفقًا لمجلة غولف ديجست فإن إعاقة ترمب منخفضة تصل إلى 2.8، وقد كذّبها الكاتب الرياضي ريك رايلي بالتفصيل في كتابه Commander in Cheat: How Golf Explains Trump. بدأ ترمب لعب الجولف في سنوات دراسته الجامعية في جامعة فوردهام. وكتب ترمب في مقدمة كتابه الصادر بعنوان «أفضل نصيحة للجولف تلقيتها على الإطلاق» عام 2005: «الغولف بالنسبة لي وللملايين من الناس - رجالاً ونساءً وشبابًا وكبارًا في جميع أنحاء العالم ا أكثر من مجرد لعبة. لعبُ شغف».

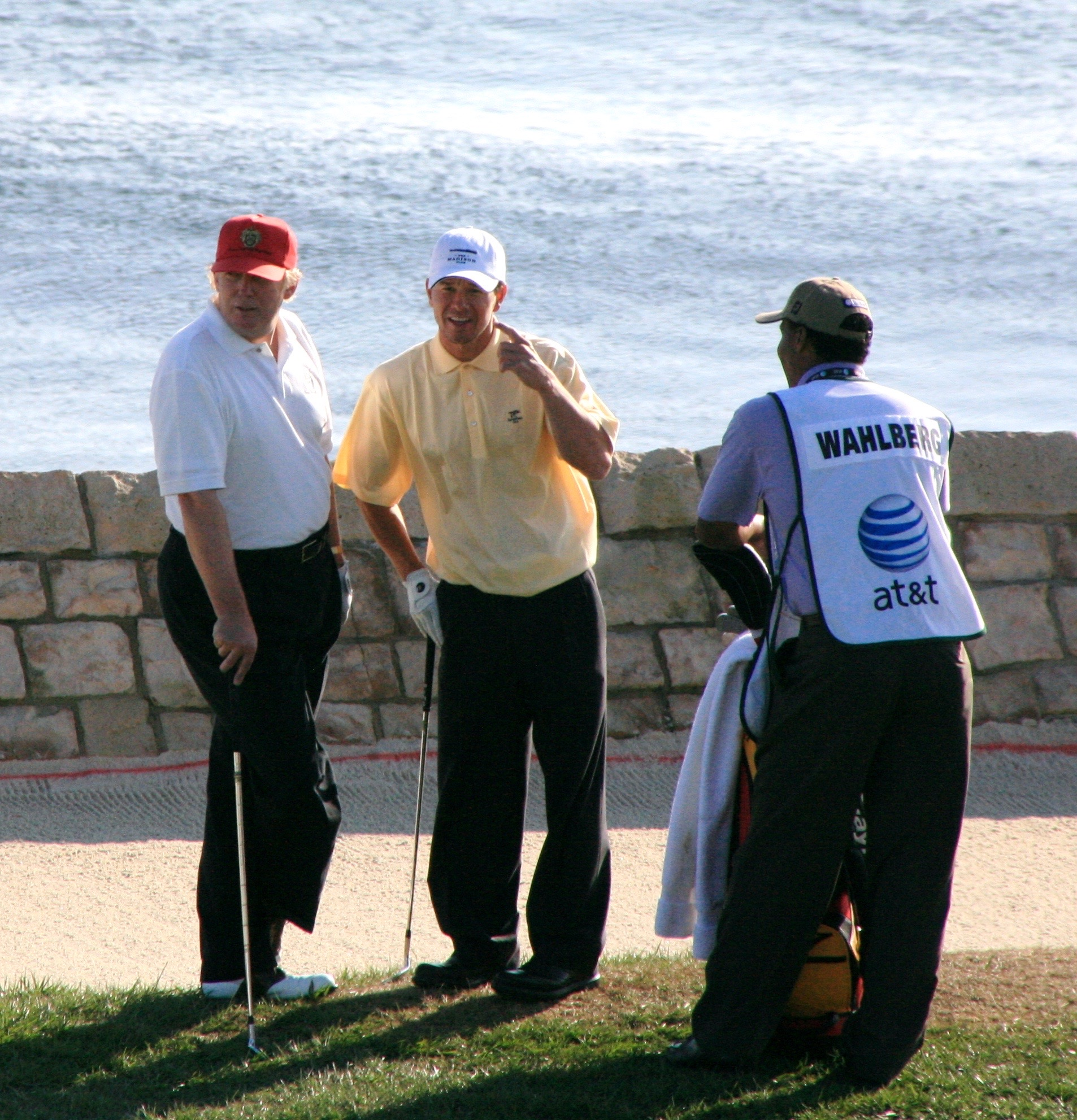
دونالد ترمب ومارك والبيرج في عام 2006.

في عام 1999 افتتح ترمب أول ملعب غولف خاص به: نادي ترامب الدولي للجولف في ويست بالم بيتش بولاية فلوريدا. وجرى الاستحواذ على أرض الملعب بقيمة 45 مليون دولار أمريكي بدعوى قضائية ضد مقاطعة بالم بيتش بولاية فلوريدا بعد شراء ترمب لمنتجع مار إيه لاغو. وفي عام 2007 صار لترمب أربعة ملاعب غولف في الولايات المتحدة. وفي أعقاب الأزمة المالية في عامي 2007 و2008 شرع ترمب في شراء ملاعب الغولف القائمة وإعادة تصميمها.
استضافت ملاعب الغولف المملوكة لترمب نهائيات بطولة رابطة لاعبات الجولف المحترفات من عام 2001 إلى عام 2008، وبطولة الولايات المتحدة للناشئات للهواة وبطولة الولايات المتحدة للفتيات الناشئات لعام 2009. وفي عام 2014 أعلنت رابطة لاعبي الغولف المحترفين في أمريكا عن شراكة متعددة السنوات مع منظمة ترمب. واختارت الرايطة ملاعب الغولف التابعة لشركة ترمب لاستضافة بطولة الغولف المحترفين الكبار لعام 2017 وبطولة لاعبي الغولف المحترفين لعام 2022.

## بعد الرئاسة
في 15 سبتمبر 2024 رصدت فرقة أمن ترمب رجلاً مسلحًا خلف سياج أثناء جولة في ملعبه في ويست بالم بيتش. وتُعد هذه الحادثة، المحاولة الثانية لاغتيال ترامب في عام 2024 حيث أطلق الأمن النار على المسلح، ففر إلى سيارة، وقُبض عليه بعدها.